# Филмова фантастика
Филмовата фантастика е филмов жанр с фантастично съдържание – с висока степен на условност, при която героите и сюжетите често умишлено са значително отделечени от реалността.

## Характеристики
Жанрът обхваща различни поджанрове, като фентъзи, научна фантастика и филм на ужасите, популярна форма е екранизацията на фантастични комикси. Някои фантастични филми са високобюджетни продукции с масирано използване на иновативни специални ефекти, част от тях, като „Аватар“ („Avatar“, 2009), „Отмъстителите: Краят“ („Avengers: Endgame“, 2019), „Междузвездни войни: Епизод VII - Силата се пробужда“ („Star Wars: Episode VII – The Force Awakens“, 2015), „Отмъстителите: Война без край“ („Avengers: Infinity War“, 2018), „Джурасик свят“ („Jurassic World“, 2015), са сред търговски най-успешните продукции в историята на киното.